# Red Lips
„Red Lips“ (červené rty) je píseň americké zpěvačky Sky Ferreiry, která pochází z jejího druhého EP s názvem Ghost. Vydána byla 17. července 2012 společností Capitol Records. Autorem a producentem písně je Greg Kurstin, přičemž autorsky se na ní částečně podílela také zpěvačka Shirley Manson. „Red Lips“ je poprocková píseň, která popisuje citový úpadek jednotlivce. Od zpěvaččiny předchozí tvorby, která se orientovala na electropop, se tak píseň liší. Tato změna přišla záměrně, a to z důvodu, aby se zabránilo z Ferreiry udělat hvězdu, jakou byla zpěvačka Britney Spears. Ferreira si myslela, že toho chce společnost Capitol Records dosáhnout. Navzdory tomu, že se albu Ghost dostaly především smíšené recenze, píseň „Red Lips“ byla obecně přijata pozitivně. Kritici chválili její celkovou produkci. Píseň se však nedostala do žádné národní hitparády. Byl k ní natočen videoklip, jehož režisérem byl Terry Richardson, a v němž se kromě zpěvačky vyskytuje velký pavouk. Video bylo zveřejněno již 12. června 2012 prostřednictvím serveru YouTube.

## Pozadí a kompozice
Vydání první dlouhohrající desky zpěvačky Sky Ferreiry bylo několikrát posunuto, a tak zpěvačka dne 2. října 2012 vydala alespoň EP nazvané Ghost, přičemž současně pokračovala v práci na svém prvním velkém albu. Píseň „Red Lips“ se na tomto EP nachází na čtvrté pozici z celkových pěti písní. Malá ukázka písně byla zpěvačkou zveřejněna na serveru YouTube již v únoru 2012. V listopadu 2012 byla píseň použita v epizodě „Poslední šance“ z šesté (tj. závěrečné) řady seriálu Super drbna.

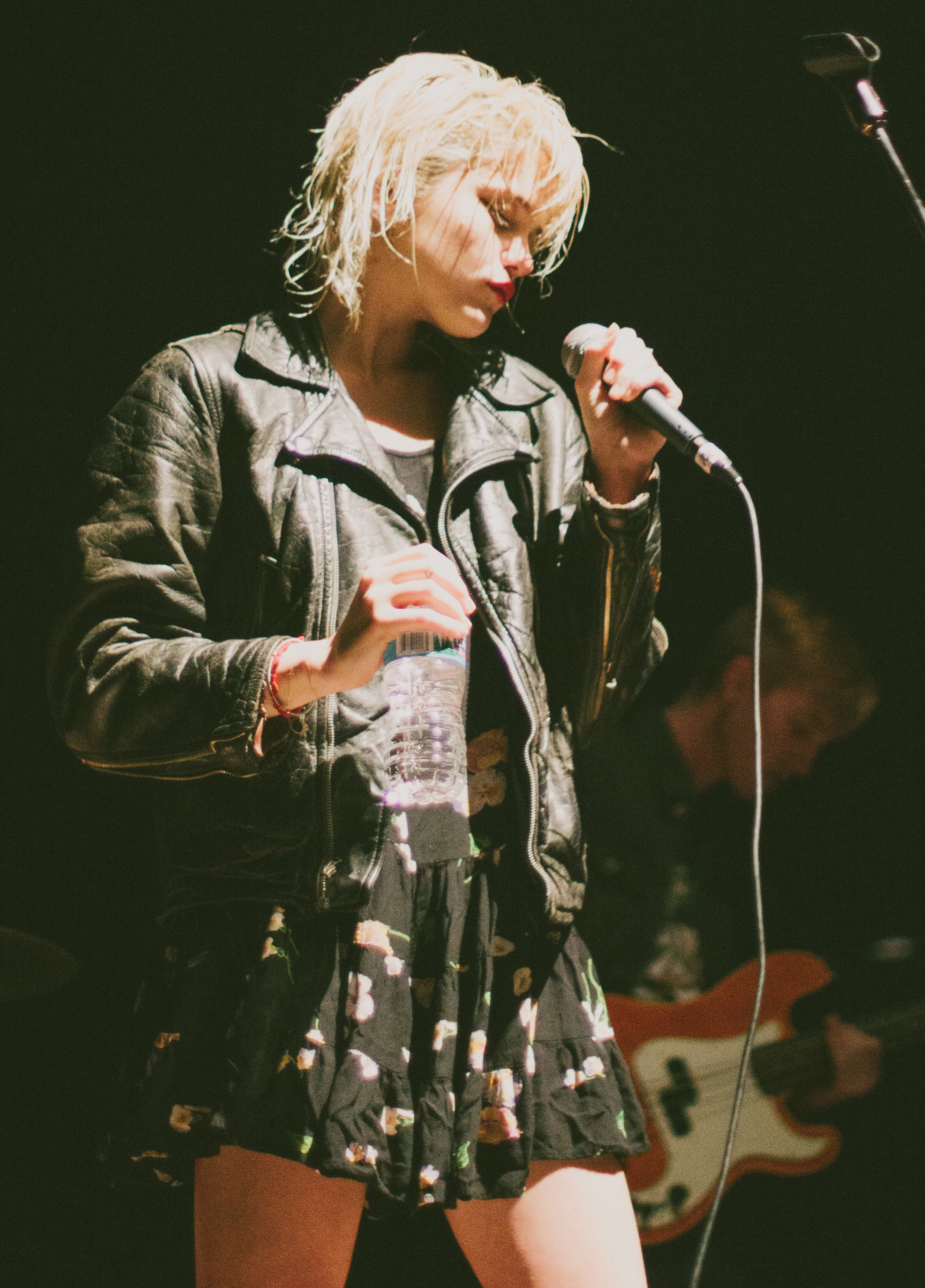
Sky Ferreira při vystoupení v roce 2013

Autorem a producentem písně je Greg Kurstin, přičemž autorsky se na ní částečně podílela také zpěvačka Shirley Manson. Ferreira s Kurstinem spolupracovala již v minulosti, poprvé na své demonahrávce „Femme Fatale“, a do kontaktu s Manson se dostala díky serveru Myspace, kam nahrávala svou hudbu. Byly znepokojeny tím, že vydavatelství Capitol Records má za cíl ze zpěvačky udělat hvězdu typu Britney Spears. V reakci na tyto rozhovory nabídla Manson Ferreiře píseň „Red Lips“. Rovněž udělala malé změny textu za účelem odstranění slangu používaného v britské angličtině, aby lépe vyhovoval Američance Ferreiře. V písni se podle kritiků setkávají styly pop rock a grunge, což pro zpěvačku znamenalo odklon od prvků electropopu, které se v její dřívější tvorbě nacházely. V písni „Red Lips“ se rovněž nachází prominentní kytarová linka, kterou publicista Michael Cragg pro The Guardian označil za zpěvaččin hudební přechod. Píseň dále přirovnával k tvorbě kapely Yeah Yeah Yeahs. Bradley Stern z blogu MuuMuse poznamenal, že prolínání „zastrašujících bodání kytary a špatný puls bubnu“ předvedlo „kyselou stránku Ferreiřina přístupu.“
Ferreira uvedla, že text písně „Red Lips“ byl zamýšlen jako narativní příběh emocionálního zhroucení „velmi specifické osoby nebo typu, který mě vždycky nutil cítit se nepohodlně.“ DJ Com Truise vydal v říjnu 2012 synthpopový remix písně Red Lips. Remix od tria DSL byl použit na soundtracku k celovečernímu filmu Vampire Academy: Blood Sisters (2014).

## Přijetí kritiky
Písni „Red Lips“ se dostalo obecně příznivých recenzí ze strany hudebních kritiků, kteří cenili její celkovou produkci. Novinář Tony Hardy ve své pozitivně laděné recenzi pro Consequence of Sound ocenil prvky grungeové hudby. Michael Cragg v recenzi pro deník The Guardian píseň označil za „vítaný návrat Sky Ferreiry“ a přirovnal ji k tvorbě skupiny Garbage, jejíž členkou je spoluautorka Shirley Manson. Bradley Stern z MuuMuse sdílel podobný názor a uvedl, že píseň „zní jako neoficiální sequel“ písně „Cherry Lips“ této kapely. Jon Caramanica z The New York Times píseň srovnával s takovými skladbami, jako jsou „Owner of a Lonely Heart“ kapely Yes a „In Bloom“ od grungeové Nirvany. Katherine St. Asaph v recenzi pro server Pitchfork Media ocenila, že Ferreira „je lepší a zní mnohem pohodlněji“ v písních, jakou je právě „Red Lips“. Existují však také negativnější recenze, například server Tiny Mix Tapes byl zklamán, neboť podle něj Ferreira v písni zní jako imitace zpěvaček Avril Lavigne a Fefe Dobson.

## Videoklip

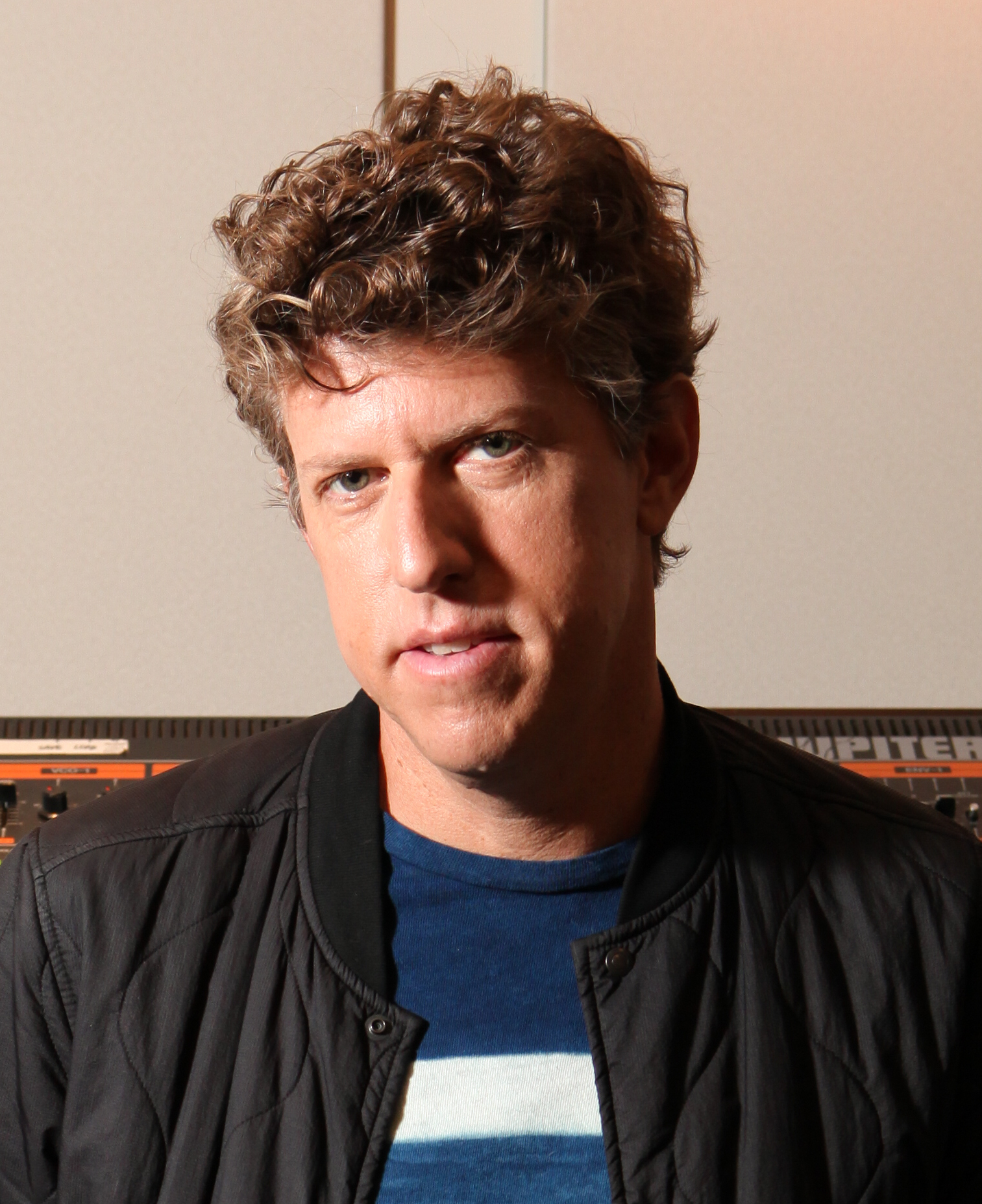
Greg Kurstin, producent a spoluautor písně, na snímku z roku 2017

K písni „Red Lips“ byl natočen oficiální videoklip, jehož režisérem byl módní fotograf Terry Richardson. Do poslední chvíle si nebyli jisti, jaký koncept pro video vytvoří, a Richardson řekl, že má ve studiu pavouka. Ferreira souhlasila, že jej použijí. Výsledný produkt měl premiéru 12. června 2012 na Richardsonově kanálu na serveru YouTube. Dne 13. července toho roku byl zveřejněn také na zpěvaččině VEVO kanálu. Ve videu je Ferreira oblečena pouze do spodního prádla a nanáší si rtěnku na celý svůj obličej. Zároveň je rozptylována sklípkanem, který leze po jejím těle. Zpěvačka později uvedla, že její oblečení bylo zamýšleno jako doplněk jednoduché povahy videa, spíše než pokus o vytvoření sexuální přitažlivosti.
Kritici své komentáře ohledně videa směřovali na neustále rostoucí neslušnou či šokující veřejnou osobnost Ferreiry, ke které přešla z nevinnějšího obrazu, s nímž svou kariéru zahájila. Bradley Stern z periodika MuuMuse poskytl příznivou recenzi videa, které přirovnával k videoklipu k písni „Criminal“ od Fiony Apple a shrnul, že „Sky Ferreira je víc cool, než byste vy nebo já kdy mohli být.“ Becky Bain z hudebního webu Idolator uvedla, že výskyt pavouka byl „zdaleka ne tak neklidný jako obraz Sky [Ferreiry], vypadající vybledle s platinovými vlasy na bílém pozadí a bláznivě majující svůj obličej červenou rtěnkou.“ Michael Cragg z The Guardian napsal, že přátelství Ferreiry s Richardsonem ukázalo „odklon od popové princezny, o níž si myslela, že je do ní modelována.“ Zároveň uvedl, že pavouk nebyl pro slabé povahy.